# 郑冬梅
郑冬梅（1967年12月23日—），女，中国篮球运动员。

## 生平
1983年7月，被选调到河北青年队，随后进入省队，1989年入选国家队。她在1992年夏季奥林匹克运动会中，参加了女子篮球比赛并获得团体银牌。

## 成绩[1]
- 1992年巴塞罗那奥运会首夺奥运亚军。
- 1993年世界大学生运动会首夺世界性大型比赛冠军。
- 1994年第12届世界女篮锦标赛首夺世界亚军。